# 지장보살삼존도
지장보살삼존도(地藏菩薩三尊圖)는 서울특별시 종로구에 있는 고려시대의 보살도이다. 1998년 10월 10일 대한민국의 보물 제1287호로 지정되었다.
지장보살은 지옥의 고통에서 허덕이는 중생들을 극락세계로 인도해 주기 위해 스스로 부처가 되기를 포기하고 지옥 문전에 있는 보살이다. 따라서 지장보살을 그린 그림에는 일반적으로 지옥의 문전을 지키는 호법신이나 심판관들의 모습이 나타나는데 이 그림은 녹색바탕의 머리에 둥근 두광을 지닌 지장보살을 중앙에 큼직하게 표현한 삼존도형식이다.
지장보살의 왼발은 밑으로 내리고 오른발은 옆으로 굽힌 반가좌자세를 취하고 바위 위에 걸터 앉아서 오른손은 투명한 여의주를 들고, 왼손은 무릎을 짚고 있다. 왼쪽에 스님의 모습을 하고 있는 도명존자는 6개의 고리가 달린 길다란 석장을 잡고 있으며 왕의 모습을 하고 있는 무독귀왕은 경전을 담은 상자를 받쳐 들고 있다. 밑에는 개모양을 한 사자가 입을 벌린채 엎드려 있다.
이 그림은 주존인 지장보살이 바위에 앉아있고, 좌우 두 인물이 수평이 아니라 사선으로 서 있으며 사자가 머리를 땅에 대고 있어 고려의 다른 불화에서 볼 수 없는 독특한 구성을 하고 있다. 비록 약간 손질이 된 부분이 있으나 전반적으로 보존상태가 양호한 편으로, 기법적인 면에서는 고려의 전통을 따르고 있는 귀한 작품이다.

## 같이 보기
- 지장보살

## 참고 자료
- 지장보살삼존도 - 국가유산청 국가유산포털